# Grigorij Sjajn
Grigorij Abramovitj Sjajn (ryska: Григорий Абрамович Шайн), född 19 april 1892, död 4 augusti 1956, var en rysk-sovjetisk astronom.
Hans fru var den rysk-sovjetiska astronomen Pelageja Sjajn.
Minor Planet Center listar honom som upptäckare av 3 asteroider.
Tillsammans med Josep Comas i Solà upptäckte han den icke-periodiska kometen C/1925 F1.
Asteroiden 1648 Shajna är uppkallade efter honom och hans fru.
Månkratern Shayn är uppkallad efter honom.

## Asteroid upptäckt av Grigorij Sjajn
| 1057 Wanda   | 16 augusti 1925 |
| 1058 Grubba  | 22 juni 1925    |
| 1709 Ukraina | 16 augusti 1925 |